# 黑水芋属
黑水芋属（学名：Jasarum）是天南星科的一属。

## 下属物种
本属包括以下物种：
- 黑水芋 Jasarum steyermarkii G.S.Bunting